# Lorenzo Leonbruno

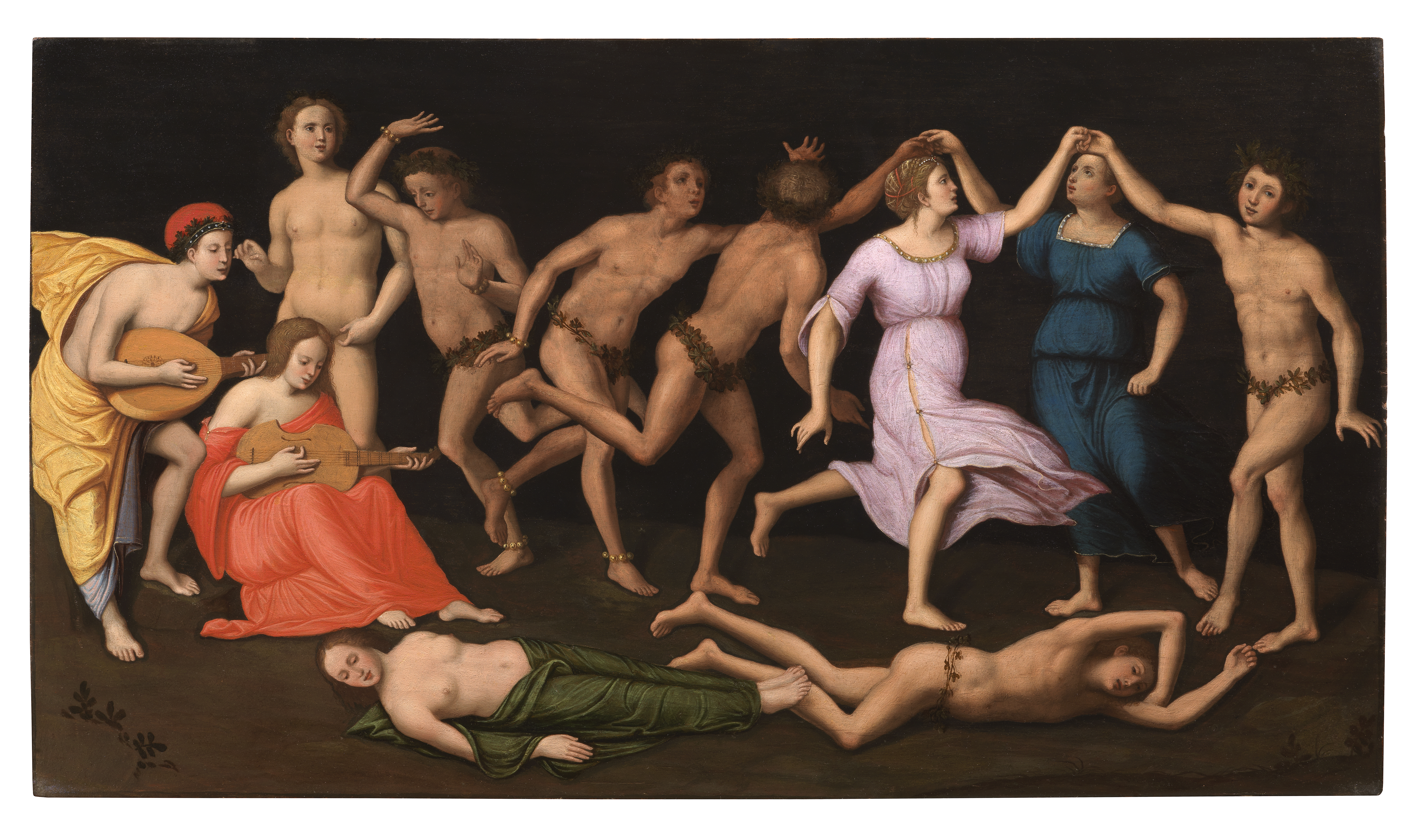
Allegoria profana, New York, coll. priv.

Lorenzo Leonbruno o Leombruno (Mantova, giugno 1477 – Mantova, 1537) è stato un pittore italiano, attivo presso la corte dei Gonzaga di Mantova.

## Biografia

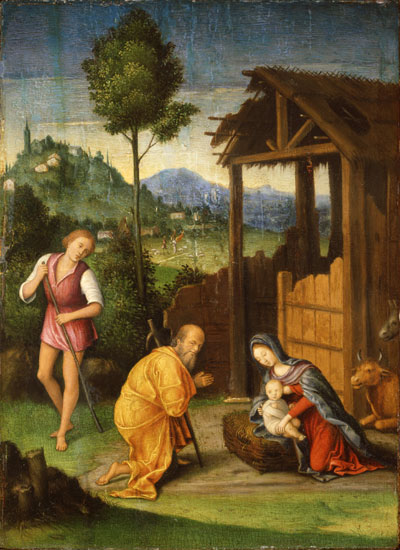
Adorazione dei pastori, Worcester Art Museum

Formatosi alla scuola del Mantegna, lavorò con il Perugino a Firenze tra il 1504 e il 1506.
Nel 1511 visitò brevemente Venezia, ritornando poi in patria lavorando con Lorenzo Costa nell'esecuzione degli affreschi di Apollo e le Muse del Palazzo di San Sebastiano.
Leonbruno lavorò per Isabella d'Este, marchesa di Mantova, e successivamente per suo figlio Federico II. Nel 1521 si recò a Roma per studiare le opere di Michelangelo e Raffaello. Ritornato a Mantova lavorò alla decorazione del Castello di San Giorgio e del Palazzo Ducale, due progetti che occuparono la maggior parte del suo lavoro di pittore alla corte di Mantova.
Fra il 1521 e il 1523 realizzò diverse scene mitologiche, motivi decorativi, medaglioni e lunette nella sala nota come Schalcheria nella Grotta del Palazzo Ducale, che risulta essere il meglio della sua produzione. Questi affreschi rivelano l'influenza del Mantegna e del Perugino, mentre alcuni motivi ricordano l'opera del Correggio nella Camera di San Paolo a Parma.
Nel 1524 iniziò i disegni della decorazione di Palazzo di Marmirolo, alle porte di Mantova, ma il lavoro venne sospeso con l'arrivo di Giulio Romano.
Lavorò anche a Milano come ingegnere militare per il duca Francesco Maria Sforza (1531-1532). Nel giugno 1532, durante un temporaneo ritorno a Mantova, Lorenzo fu incaricato da Aloisio Gonzaga, signore di Castel Goffredo, di realizzare alcuni disegni utili alla fortezza della città.
Ritornò quindi a Mantova dove è documentata la sua presenza alla corte fino al 1537.
Anche se l'interesse della corte mantovana per la mitologia e le antichità, assorbì la maggior parte della sua produzione, trovò il tempo per realizzare alcune opere di natura religiosa come ad esempio l'Adorazione dei pastori del Worcester Art Museum. In quest'opera si può notare l'influenza di Costa nell'abile impiego dei colori nel paesaggio dello sfondo.

## Opere
- Adorazione dei pastori, 1505 circa, Tokyo, Museo Nazionale d'Arte Occidentale
- Giudizio di Mida, 1512, Berlino, Staatliche Museen
- San Giovanni Evangelista, 1515 circa, Porto Ercole, Chiesa di San Paolo della Croce
- Ninfa dormiente, 1522-23, olio su tavola, 31x38 cm, Firenze, Galleria degli Uffizi
- Allegoria della Fortuna, 1525, olio su tavola, 100x76 cm, Milano, Pinacoteca di Brera
- Santi Pietro, Paolo e Antonio da Padova, 1530, Mantova, Chiesa di Sant'Apollonia
- Compianto su Cristo morto, 1533, Mantova, Museo di Palazzo ducale
- Scena allegorica, Verona, Museo di Castelvecchio
- Allegoria profana, New York, coll. priv.